# Chris van der Laar
Chris van der Laar (2 augustus 1945) is een Nederlands voormalig voetbalscheidsrechter die tot 1989 in de eredivisie floot. Hij was tussen 1990 en 1994 algemeen directeur bij FC Den Bosch.

## Interlands
| Datum           | Plaats        | Wedstrijd         | Uitslag | Competitie                      | Kreeg geel | Kreeg voor de tweede keer geel en dus rood | Weggestuurd |
| --------------- | ------------- | ----------------- | ------- | ------------------------------- | ---------- | ------------------------------------------ | ----------- |
| 3 februari 1988 | Haifa, Israël | Israël – Roemenië | 0 – 2   | Israëlisch voetbaltoernooi 1988 | 0          | 0                                          | 0           |